# Óblast de Tambov
L'óblast de Tambov (en rus Тамбо́вская о́бласть, Tambóvskaia óblast) és un subjecte federal de Rússia.